# Au cœur de la tourmente
Pour plus de détails, voir Fiche technique et Distribution.
Au cœur de la tourmente ou Balayé par la mer au Québec (Swept from the Sea) est un film américano-britannique réalisé par Beeban Kidron, sorti en 1997.

## Synopsis
Amy Foster (Rachel Weisz), employée de maison, erre sur une plage des Cornouailles avec son petit garçon quand elle est appelée au chevet de Miss Swaffer (Kathy Bates) en attendant le médecin (Ian McKellen) qui, sitôt arrivé, la congédie. Miss Swaffer s'étonne que le Dr Kennedy n'apprécie pas Amy, ce dernier va alors raconter son histoire: Il y a quelques années, Yanko Gooral (Vincent Pérez), un aventurier passionné, quitte son Ukraine natale pour découvrir le Nouveau Monde. Après un voyage en train, il va prendre un bateau au port de Hambourg. Mais il va faire naufrage et des corps sans vie iront s'échouer dans une baie de la petite ville ou officie le Dr. James Kennedy qui, examinant tous les corps, ne détecte aucun survivant. Plus tard, Yanko, blessé et en guenille, s'approche de la maison où travaille Amy.

## Fiche technique
- Titre : Au cœur de la tourmente
- Titre québécois : Balayé par la mer
- Titre original : Swept from the Sea
- Réalisation : Beeban Kidron
- Scénario : Tim Willocks d'après la nouvelle Amy Foster de Joseph Conrad
- Production : Beeban Kidron, Charles Steel et Polly Tapson
  - Producteur délégué : Garth Thomas et Tim Willocks
- Société de production : Phoenix Pictures, Tapson Steel Films Productions, The Greenlight Fund et TriStar Pictures
- Distribution :  États-Unis : TriStar Pictures,  France : Columbia TriStar Films
- Musique : John Barry
- Photographie : Dick Pope
- Montage : Alex Mackie et Andrew Mondshein
- Décors : Simon Holland
- Costumes : Caroline Harris
- Pays :  États-Unis et  Royaume-Uni
- Genre : Drame
- Durée : 115 minutes
- Format : Couleur (Technicolor) - Son : Solby SR, SDDS - 2,35:1
- Budget :
- Dates de sortie :
  -  Canada : 9 septembre 1997 (Festival international du film de Toronto)
  -  États-Unis : 23 janvier 1998
  -  Belgique : 15 avril 1998
  -  Royaume-Uni : 8 mai 1998
  -  France : 10 juin 1998

## Distribution
- Rachel Weisz : Amy Foster
- Vincent Perez : Yanko Gooral
- Ian McKellen : Dr. James Kennedy
- Kathy Bates : Miss Swaffer
- Joss Ackland : M. Swaffer
- Tony Haygarth : M. Smith
- Fiona Victory : Mme Smith
- Tom Bell : Isaac Foster
- Zoë Wanamaker : Mary Foster
- William Scott-Masson : M. Willcox
- Eve Matheson : Mme Willcox
- Dave Hill : Jack Vincent
- Roger Ashton-Griffiths : Canon Van Stone
- Matthew Scurfield : Thackery
- Margery Withers : Widow Cree

## Production

### Lieux de tournage
- Royaume-Uni :
  - Blisland, Cornouailles
  - Bodmin, Cornouailles
  - Charlestown, Cornouailles
  - Crackington Haven, Cornouailles
  - Keighley, Yorkshire de l'Ouest
  - Michaelstow, Cornouailles
  - Fowey, Cornouailles
  - Pentire Head, Cornouailles
  - Port Isaac, Cornouailles
  - Port Quin, Cornouailles
  - St Breward, Cornouailles